# Constantinești, Cetatea Albă
Constantinești (în ucraineană Костянтинівка, transliterat: Kosteantînivka) este un sat în comuna Culevcea din raionul Cetatea Albă, regiunea Odesa, Ucraina.
Numărul de locuitori conform Recensământului Populației Ucrainei din anul 2001 a constituit 220 de persoane. Codul poștal — 68261. Codul telefonic — 4848. Suprafața - 0,62 km². Codul localității după Clasificatorul Obiectelor de Organizare Administrativ-Teritorială a Ucrainei (КОАТУУ) — 5124581702.

## Demografie
Componența lingvistică a localității Constantinești
     Ucraineană (85,45%)
     Rusă (8,18%)
     Bulgară (6,36%)
Conform recensământului din 2001, majoritatea populației localității Constantinești era vorbitoare de ucraineană (85,45%), existând în minoritate și vorbitori de rusă (8,18%) și bulgară (6,36%).

## Consiliul Local
68261, regiunea Odesa, raionul Sărata, s.Kulevcea, str.Lenin, 47 

## Legături
- Constantinești pe site-ul Radei Supreme  a Ucrainei